# أندرياس كيلر (لاعب هوكي الحقل)
أندرياس كيلر (بالألمانية: Andreas Keller)‏ هو لاعب هوكي الحقل ألماني، ولد في 1 أكتوبر 1965 في برلين في ألمانيا.

## وصلات خارجية
- أندرياس كيلر على موقع اللجنة الأولمبية الدولية (الإنجليزية)
- أندرياس كيلر على موقع أوليمبيديا (الإنجليزية)